# Nikos Hristodulides
Nikos Hristodulides (grško Νίκος Χριστοδουλίδης), ciprski politik, diplomat in akademik; * 6. december 1973.
28. februarja 2023 je postal predsednik Cipra. Pred tem je bil med letoma 2018 in 2022 ciprski minister za zunanje zadeve, med letoma 2014 in 2018 pa tiskovni predstavnik vlade.
Kot akademik je leta 2003 doktoriral iz politologije na Univerzi v Atenah, kasneje pa je do začetka leta 2010 postal predavatelj in raziskovalec na Univerzi na Cipru. Kot član druge vlade predsednika Nikosa Anastasiadesa, člana Demokratičnega združevanja (DISY), je januarja 2022 odstopil in začel aktivnosti  kandidature za predsednika države. Medtem ko je DISY predlagal svojega vodjo Averofa Neofituja, je Hristodulides kandidiral kot neodvisni kandidat in pridobil podporo manjših strank, med drugim DIKO, EDEK in DIPA. V prvem krogu je prejel 32,04 odstotka glasov, v drugem krogu pa premagal Andreasa Mavroyiannisa, ki je prejel 51,92 odstotka glasov. Funkcijo je prevzel 28. februarja 2023 in postal prvi voditelj otoka, ki se je rodil na neodvisnem Cipru.

## Mladost in izobraževanje
Hristodulides se je rodil leta 1973 v Geroskipuju v okrožju Pafos v družini ciprskih Grkov. Njegov oče je izhajal iz vasi Hulu v bolj goratem predelu okrožja, medtem ko je družina njegove matere po rodu iz Geroskipuja.
Šolal se je na liceju nadškofa Makariosa III. v Paphosu, leta 1991 je odšel na študij na Queens College, City University of New York. Diplomiral je iz ekonomije ter bizantinskih in modernih grških študij, nato pa nadaljeval študij politologije na Univerzi v New Yorku (MA) in diplomatskih študijev na Sredozemski akademiji za diplomatske študije (MEDAC) Univerze na Malti (MA).
Leta 2003 je doktoriral iz politologije in javne uprave na Univerzi v Atenah.
Predaval in delal je kot znanstveni sodelavec na Oddelku za zgodovino in arheologijo na Univerzi na Cipru; kot specialni štipendist je predaval "Zgodovino povojnega sveta".

## Diplomacija
Hristodulides je leta 1999 za kratek čas vstopil v diplomatsko službo. Bil je na različnih položajih, vključno z direktorjem urada ministra za zunanje zadeve Republike Ciper, tiskovnim predstavnikom ciprskega predsedstva Svetu Evropske unije leta Bruselj, namestnik vodje misije na veleposlaništvu Cipra v Grčiji, direktor urada stalnega sekretarja Ministrstva za zunanje zadeve in generalni konzul Visokega komisariata Republike Ciper v Združenem kraljestvu. Med letoma 2013 in 2018 je bil direktor diplomatskega urada predsednika Republike Ciper, med letoma 2014 in 2018 pa tiskovni predstavnik vlade. Med letoma 2013 in 2018 je bil direktor diplomatskega urada predsednika Republike Ciper.
Hristodulides je bil 14. aprila 2014 imenovan za tiskovnega predstavnika vlade. Odstopil je po koncu prvega mandata predsednika Nikosa Anastasiadesa 28. februarja 2018.

### Minister za zunanje zadeve
1. marca 2018 je bil Hristodulides po ponovni izvolitvi predsednika Nikosa Anastasiadesa imenovan za ministra za zunanje zadeve. 6. marca 2018 je izjavil, da Nikozija ne bo prizadeta zaradi turških vdorov v izključno ekonomsko cono Cipra. Med srečanjem o grško-ciprskem sodelovanju z grškim premierjem Aleksisom Ciprasom je dejal, da je "cilj številka ena ponovna združitev države".

## Predsednik Cipra
Po mesecih ugibanj o tem, ali bo kandidiral na ciprskih predsedniških volitvah leta 2023, je Hristodulides zanimanje za to izrazil na tiskovni konferenci, ki je potekala na ministrstvu za zunanje zadeve 9. januarja. Naslednji dan je odstopil s položaja ministra, 11. januarja 2022 ga je nasledil politični veteran Joanis Kasulidis.
Junija 2022 je formalno napovedal svojo kandidaturo kot neodvisni kandidat, čeprav je bil član stranke DISY. Podprli sta ga DIKO in EDEK, tretja oziroma četrta največja stranka na otoku. 5. januarja 2023, po vložitvi kandidature, ga je upravni organ stranke uradno izključil iz DISY. Javnomnenjska raziskava iz julija 2022 je pokazala, da ohranja udobno prednost pred drugimi kandidati.
Zmagal je v prvem krogu predsedniških volitev z 32,04 odstotka glasov, nato pa ga je podprl tudi takratni predsednik Anastasiades. Po zmagi v drugem krogu z 51,92 odstotka glasov proti 48,08 odstotka Andreasa Mavrojanisa, ki ga je podprla Progresivna stranka delovnega ljudstva (AKEL), je bil Hristodulides razglašen za izvoljenega predsednika.
Inavguracija je potekala 28. februarja 2023. Ob tem je Hristodulides izjavil, da je njegov glavni fokus iskanje rešitve za ciprski problem.

## Zasebno
Hristodulides je poročen s Filipo Karsera, grško ciprsko diplomatko iz Dore. Spoznala sta se leta 1999, ko sta bila novoimenovana diplomatska atašeja na ministrstvu za zunanje zadeve. Službovala je na ciprskem visokem komisarju v Londonu, nato na veleposlaništvu v Atenah in na stalnem predstavništvu Cipra pri Evropski uniji v Bruslju, preden je napredovala v namestnico direktorja predsednikovega diplomatskega urada v predsedniški palači v Nikoziji. Od februarja 2022 je vodila direktorat za krizno upravljanje na ciprskem ministrstvu za zunanje zadeve.
Rodili so se jima štirje otroci.

## Publikacije
Hristodulides je sodeloval pri številnih domačih in mednarodnih akademskih revijah in je avtor dveh knjig: Načrti za rešitev ciprskega problema 1948–1978, objavljene leta 2009, in Odnosi med Atenami in Nikozijo ter ciprski problem 1977–1988, objavljene leta 2013.